# 뉴사우스웨일스 항공
뉴사우스웨일스 항공(영어: Airlines of New South Wales)은 1959년부터 1993년 앤셋 오스트레일리아에 합병될 때까지 존재했던 오스트레일리아 뉴사우스웨일스주의 국내선 항공사였다.
1950년대에 레그 앤셋이 버틀러 항공을 인수하던 과정에서 설립되었다. 앤셋은 1957년에 오스트레일리아 항공의 지분 40%를 인수했고 1958년에는 버틀러 항공을 완전히 인수했다. 1959년 12월 17일에 항공사 이름을 뉴사우스웨일스 항공으로 바꿨고 같은 해 12월 19일부터 상업 운항을 시작했다. 1964년에는 앤셋 트랜스포트 인더스트리스(Ansett Transport Industries)의 자회사로 편입되었다.
1964년과 1965년에는 오스트레일리아 대법원에서 열린 법적 분쟁에 연루되었는데 이는 오스트레일리아의 항공사 운영에 관한 연방 정부와 주 정부 간의 법적 권한 범위를 판단하는 데에 중요한 판결이었다. 1978년에는 오스트레일리아 정부의 국내선 항공사 정책을 검토하던 과정에서 오스트레일리아의 5대 지역 항공사로 여겨졌다. 1993년에 앤셋 오스트레일리아에 합병되면서 소멸되었다.